# Christine Noonan
| Christine Noonan                          | Christine Noonan                          |
| Kattints az alábbi külső linkek egyikére! | Kattints az alábbi külső linkek egyikére! |
| ----------------------------------------- | ----------------------------------------- |
| Nem található szabad kép.(?)              |                                           |
| külső link · jogvédett                    | A Lány szerepében a Ha… c. filmben (1968) |

Christine Elizabeth Wright, első férjezett nevén Christine „Christy” Noonan (Stepney, London, 1945. március 8. –  Hackney, London, 2003. augusztus 6.) angol színésznő. Legismertebb szerepében, Lindsay Anderson 1968-as kultuszfilmjében, a Ha…-ban egy anarchista lányt játszott, aki egy képzelt szexjelenetben „tigrissé változva” birkózik a főszereplő Malcolm McDowellel.

## Élete

### Színészi pályája
Előéletéről keveset tudunk. 1968-ban kapta első filmes mellékszerepét. A Mystery and Imagination című televíziós horrorsorozat egyik epizódjában, az Alan Cooke által rendezett Uncle Silas-ban egy Meg nevű leányt alakított, olyan sztárok társaságában, mint Ian Holm, Denholm Elliott, Robert Eddison, Freddie Jones és Patrick Mower. Ugyanebben az évben, 1968-ban játszhatta el élete legnagyobb főszerepét, melynek révén Nagy-Britannia-szerte ismertté vált: Lindsay Anderson angol rendező Ha… (If…) című filmdrámájában Malcolm McDowell, David Wood és Richard Warwick mellett egy rejtélyes anarchista lányt alakít, aki csatlakozik a lélektelen és lealázó iskola ellen lázadó fiúkhoz és részt vesz fegyveres lázadásukban. 
A Ha… az 1968-as politikai forrongások és diáklázadások kultuszfilmjévé vált. Egyik híres jelenetében Noonan egy kávézóban, évődésnek induló játékban tigrissé lényegül át, és a padlón birkózva szexel a Mick Travist alakító Malcolm McDowellel. A meztelenséget mutató szexjelenet (és a film erőszakos végkimenetele) miatt a film X osztályú, azaz csak felnőtteknek szóló besorolást kapott a hatóságtól. A forgalmazó Paramount Pictures ezért később kivágta a szexjelenetet a filmből, az csak korai (európai) moziváltozatokban volt látható, ill. a későbbi, ismét teljes DVD-változatba került vissza. (A filmet Magyarországon 1970. januárjában, még vágatlanul mutatták be).
Christine akkori férje, Denis Noonan, amikor tudomást szerzett a jelenet tartalmáról, tiltakozott feleségének szereplése ellen, de Christine meggyőzte, hogy a meztelen birkózásnak a film egésze szempontjából fontos jelentősége van.
Kisebb szerepekben megjelent Richard Attenborough 1969-es zenés filmkomédiájában, az Ó, az a csodálatos háború-ban és a Z-Cars című angol televíziós krimisorozatban is. Főszerephez jutott Peter Lilienthal rendező 1970-es német–angol–amerikai politikai filmdrámájában, a Malatestában, Eddie Constantine partnereként. 
Az 1970-es évek elején színházban is dolgozott, így 1972-ben George Etherege She Would If She Could című vígjátékában, a Lancasteri Egyetemen, a Nuffield Színház társulatában.
Barberina szerepét alakította Dennis Potter rendező 1971-es Casanova című tévésorozatában. A jelenetet, amelyben látható volt, a sorozatban visszatérően, többször felhasználták.
Lindsay Anderson rendező 1973-as A szerencse fia (1973) című, a Ha…-hoz hasonlóan groteszk filmdrámájában két kisebb szerepet is játszott, egy gyári munkáslányt és egy táncosnőt, a főszereplő Malcolm McDowell mellett, aki akárcsak a Ha…-ban, itt is Mick Travis karakterét alakította.
Brian Albright 2012-es „horrorfilm-lexikona” és a MUBI adatbázis szerint ő játszotta a női főszerepet Dean Crow amerikai rendező 1988-as véres horrorfilmjében, a Veszettség-ben (Backwoods). Az IMDb adatbázis egy másik, azonos nevű színésznőnek tulajdonítja ezt a szerepet.
Utolsó szerepét 1997-ben, Babylon 5 című tévésorozatban játszotta el, üzletasszonyt alakított. 2003-ban hunyt el, 58 éves korában, rákbetegség következtében.

### Magánélete
Ifjúkorában, első filmes szerepeinek idején Denis Noonan volt a férje, tőle elvált. 1998. november 27-én feleségül ment Lawrence Dennetthez. Három közös gyermekük született, egy fiú és két ikerleány. Christine Noonan gyakran szüneteltette színésznői munkáját hosszabb-rövidebb időre, ilyenkor a brit hadsereg és haditengerészet egyenruhabolt-hálózatában dolgozott eladóként.

## Filmszerepei
- 1968: Mystery and Imagination, tévésorozat; Meg
- 1968: Ha… (If…); anarchista lány
- 1962: Z Cars, tévésorozat; két epizódban; Norma Haslam,
- 1969: Ó, az a csodálatos háború (Oh! What a Lovely War); lány a malomban
- 1970: Thirty-Minute Theatre; tévésorozat; Judy Holderness
- 1970: Malatesta, tévéfilm; Nyina Vasziljeva
- 1971: Casanova, tévé-minisorozat; Barberina
- 1973: Late Night Theatre, tévésorozat; Prunella / nevelőnő
- 1973: A szerencse fia (O Lucky Man!); munkáslány / Mavis (lány a kanbuliban)
- 1975: Looking for Clancy, tévésorozat; Mrs. Holt
- 1993: Crime & Punishment, tévésorozat; egy epizód, névtelen szerep
- 1997: Babylon 5 tévésorozat; üzletasszony

## További információ
- Christine Noonan az Internetes Szinkronadatbázisban (magyarul)
- Christine Noonan az Internet Movie Database-ben (angolul)
- Christine Noonan a Rotten Tomatoeson (angolul)
- Christine Noonan az AlloCiné weboldalán (franciául)
- Christine Noonan (1945–2003) Profile 1 (angol nyelven). famousfix.com. (Hozzáférés: 2023. március 25.)
- Christine Noonan Profile 2 (angol nyelven). famousfix.com. (Hozzáférés: 2023. március 25.)
- Christine Noonan Actor Credits (angol nyelven). Aveleyman.com